# Ewelina Śmiałek
Ewelina Śmiałek (ur. 29 marca 2002) – polska koszykarka, występująca na pozycjach silnej skrzydłowej lub środkowej, obecnie zawodniczka PolskiejStrefyInwestycji Enei Gorzów Wielkopolski.

## Osiągnięcia
Stan na 3 maja 2024, na podstawie, o ile nie zaznaczono inaczej.

### Drużynowe
Seniorskie
- Wicemistrzyni Polski (2024)
- Brązowa medalistka mistrzostw Polski (2021, 2023[2])
- Finalistka Pucharu Polski (2023)
- Uczestniczka międzynarodowych rozgrywek Eurocup (od 2021)

Młodzieżowe
- Mistrzyni Polski juniorek (2020)[3]
- Wicemistrzyni Polski juniorek starszych (2021)[4]

### Indywidualne
- Zaliczona do I składu mistrzostw Polski juniorek starszych (2021)[4]

### Reprezentacja
- Uczestniczka:
  - FIBA U20 Women's European Challengers (2021)
  - mistrzostw Europy U–16 (2018 – 8. miejsce)[5]